# Die Schmutzigen, die Häßlichen und die Gemeinen
Die Schmutzigen, die Häßlichen und die Gemeinen (Originaltitel: Brutti, sporchi e cattivi) ist ein Spielfilm des Regisseurs Ettore Scola aus dem Jahr 1976. Er gewann bei den Filmfestspielen von Cannes im gleichen Jahr den Preis für die beste Regie.

## Handlung
Der Film erzählt die Geschichte einer Großfamilie, die in einem Slum in den Vororten Roms lebt. Ihren Lebensunterhalt verdienen sie unter anderem mit Diebstahl und Prostitution. Vier Generationen leben in einer Baracke zusammen, die von dem einäugigen Patriarchen Giacinto beherrscht wird. Dieser hat für den Verlust seines Auges eine hohe Versicherungsprämie ausgezahlt bekommen, die alle gern an sich bringen möchten. Als Giacinto seine Geliebte, eine Prostituierte, ins Haus bringt, eskaliert die Situation; die Familie versucht ihn zu vergiften, aber er überlebt, zündet im Zorn die Baracke an und verkauft das Grundstück an eine andere Großfamilie. Doch am Ende des Films arrangiert man sich wieder in einem Status quo.

## Kritiken
„Stilistisch mit den Mitteln des Neorealismus arbeitend, meidet der Film rigoros dessen Sentimentalitäten und Rührseligkeiten.“

„Nichts gibt Hoffnung in Scolas Film, nicht die Kirche, nicht die Familie, nicht die Klasse […] Die Gemeinheit ist keineswegs nur an den Überlebenskampf gebunden, sie ist selbst zum Lebenselixier geworden. Und Scola bringt sie uns so unerhört nahe, dass wir gar nicht anders können als daran teilzuhaben. (...) Man fühlt sich ein wenig geprügelt, ein wenig verhöhnt, aber auch ein wenig befreit nach diesem Film. Danach hat Scola wieder nach Positionen gesucht, nach Möglichkeiten, die Menschen vorsichtig zu lieben.“

## Theateradaption
Das Schauspiel Köln uraufführte im Januar 2010 eine von der Intendantin Karin Beier adaptierte Fassung des Films als Bühnenstück in der Halle Kalk.